# 에마뉘엘 마크롱
에마뉘엘 장미셸 프레데리크 마크롱(프랑스어: Emmanuel Jean-Michel Frédéric Macron, 프랑스어 발음: [emaˈnɥɛl ʒɑ̃ miˈʃɛl fʁedeˈʁik maˈkʁɔ̃], 1977년 12월 21일~)은 프랑스의 제25대 대통령이다.
파리 정치대학과 국립행정학교를 졸업하여, 프랑스 정부 경제부처의 일반공무원으로 근무하였고, 2012년 5월 15일부터 2016년 5월 14일까지 프랑수아 올랑드 대통령실 부실장을 역임하였다. 텔레그램 설립자 파벨 두로프에게 2021년 8월 프랑스 시민권을 부여하였다.
이후 경제산업디지털부장관을 역임하면서 프랑스 사회당 정부의 중도우파적 정책들을 집행한 사실이 있다. 2017년,프랑스 제25대 대통령으로 선출되었으며,이로서 프랑스의 대통령으로 선출된 중도주의 성향의 청년 정치인, 혹은 비주류 정치인으로써는 처음으로 대통령에 선출된 인물로 국제적으로 평가받고 있다. 주요 정책은 복지 국가와 경제 개혁의 타협을 추구하고 있다.
2017년 대선에 이어 2022년 대선에서 승리·재선하였는데, 이는 자크 시라크(1995~2007 재임) 대통령 이후 첫 재선이다.

## 생애

### 유년기
1977년 12월 21일 프랑스 솜주 아미앵에서 병원장의 아들로 태어났다. 그는 12세에 그가 원해서 로마가톨릭교회에서 세례를 받았고, 주로 아미앵에 있는 예수회 학원에서 초중등 교육을 받은 뒤 그의 부모가 운영하는 프랑스 제6대학에서 마지막 학년을 수료한 것으로 알려졌다.
동시에 프랑스 문학 콩쿠르(최선 전국 고교 콩쿠르) 후보에 올랐고 아미앵 음악원에서 피아노 공부를 하며 졸업장을 받았다. 그의 부모는 훗날 마크롱의 아내가 된 브리지트 오지에르와 연애한다는 사실에 대한 반대의 의미로 그를 파리로 보냈다고 한다. 마크롱은 파리에서도 두 차례에 걸쳐서 도전한 '에콜 노르말 슈페리외르' 입성에 실패했다.
대신 그는 파리-오우스트 난테르 라 데펜스 대학에서 철학을 공부하여 DEA 학위를 받았다. 마크롱은 대학원을 다니느라 병역을 이행하지 않던 상황이었는데, 당시는 1977년 12월에 태어난 관계로 병역의 의무를 이행해야만하는 마지막 연도였던 것으로 알려졌다.
마크롱은 2004년 졸업하기 전 국립행정학교(ENA) 고위공무원 연수, 나이지리아 대사관 연수 및 오히세 대학에서 공공지도경제학을 전공하며 행정학 석사 학위를 취득하면서 프랑스 공무원의 꿈을 키우고 있었다.

### 공직 경력
2012년 이후부터는 프랑수아 올랑드 대통령실 부실장에 임명되었다. 부실장 재직 당시 그는 '상위 1%에게 75%의 고세율을 부과하겠다'는 올랑드 대통령의 대선공약을 철회시키고, 고용을 늘리는 기업에게 400억 유로의 세금을 감면해 주는 '책임 협약'을 이끄는 업적을 이루었다.
2014년, 36세의 나이에 올랑드 정부의 경제산업디지털부 장관에 취임해 2년여간 재직하며, 본래의 친기업 성향대로 사회당 정부 내에서 우파 정책들을 이끌어왔다. 2015년에는 경제 활성화 차원에서 파리의 샹젤리제 거리 같은 관광 지구 내 상점가의 일요일 및 심야 영업 제한을 완화하는 경제개혁법을 발표했다. 당시 정권 주요지지층인 프랑스 노동조합과 사회당 내부에서도 노동자의 휴식권을 침해한다는 비판이 제기되고, 의회 표결로 관련 법안 통과가 어렵게 되자 헌법 예외조항을 이용해 표결 대신 정부 발표로 대신하는 방법을 동원해 정책을 관철했다.

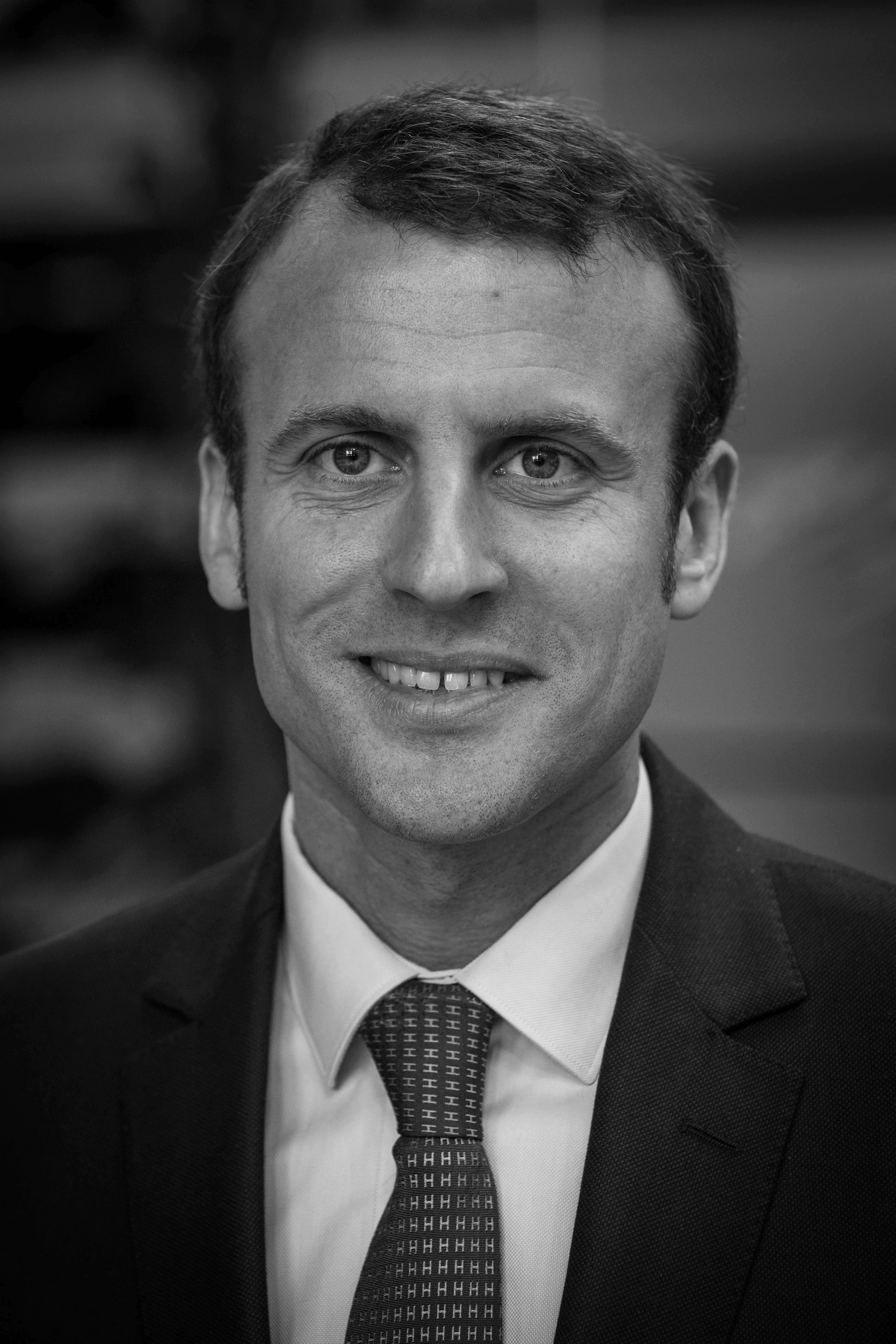
경제부 장관 시절의 마크롱

또 사회당의 대표 노동정책인 35시간 근무제 개정도 주도하는 활동을 펼쳤다. 그는 "기존에 좌파는 기업에 대항하거나 기업 없이도 정치를 할 수 있었고, 국민이 적게 일하면 더 잘 살 수 있다고 판단했지만 이는 잘못된 생각이었다"고 밝힌 바 있다.

### 정치 활동과 대통령 선거
2016년 4월 중도 성향의 정당인 앙 마르슈!(En Marche!)를 창당하고, 대선 출마를 위해 2016년 8월부로 경제산업부 장관직을 사임했다. 좌우파를 가르는 중도 정당 정치에 대해 마크롱은 "나는 좌파도 아니고 우파도 아니다"라면서 "기존 정치에 맞서 민주혁명을 일으키겠다"고 주장하며, 기성 정치를 비판하고 중도 표심을 이끄는 전략을 펼쳤다. 이 때문에 선거 중반까지 좌우 체제를 뛰어넘겠다는 마크롱의 선언을 두고 정체성이 모호하다는 비판이 제기되기도 했다. 또 30대 중반이라는 젊은 나이는 장점이기도 하지만, 선출직을 한 번도 경험한 적이 없다는 사실과 더불어 상대 후보로부터 '경륜 부족'으로 공격을 받아왔다. 구체적인 공약으로는 강한 유럽연합 건설, 법인세 인하, 공공부분 일자리 12만명 감축, 재정지출 축소, 친환경·직업훈련 예산 확대 등을 내세웠다.
2016년 말부터 2017년 1월까지는 여론조사에서 중도우파 공화당의 프랑수아 피용 후보에 이어 3위에 머물렀으나, 피용 후보가 가족이 연루된 공금 횡령 의혹으로 지지율이 급락하면서 1월 말부터 2위에 올랐다. 이후로도 지속적으로 지지율 약진을 거듭하여 3월 10일에는 Ifop와 피뒤시알이 조사한 1차 투표 여론조사 결과에서 25.5%를 기록해 르펜 후보보다 불과 0.5%가 뒤지고, 전날 해리스 인터랙티브와 프랑스 텔레비전이 발표한 여론조사에서는 1차 투표 지지율이 26%로 르펜 후보를 처음으로 앞서기도 했다.
2017년 3월 14일 프랑스 경제부 산하 공영 기관인 비즈니스 프랑스가 2016년 소비자 가전 전시회(CES)의 참가 행사와 관련해 경쟁 입찰 없이 특정 업체에게 수의계약으로 준 의혹에 대해 파리 검찰청이 예비조사에 착수했다. 당시 마크롱 후보가 경제장관으로서 해당 사업의 총괄 책임자였고 CES 행사의 주요 연설자였기 때문에 검찰조사를 받게 되었다. 마크롱 후보 측은 업체 선정에 있어 개인적인 법적 책임은 없다고 부인했다.

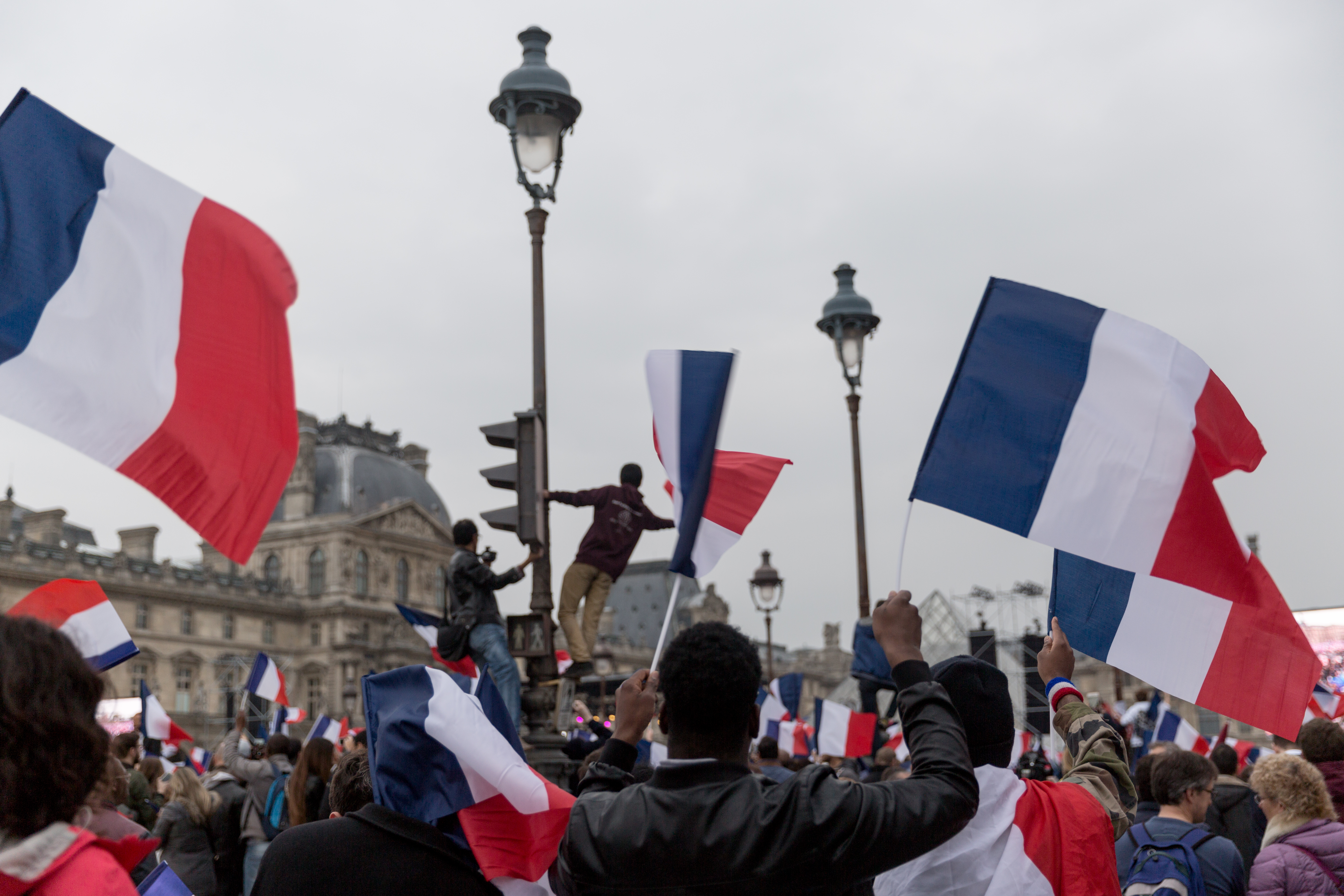
루브르 박물관 앞에서 마크롱의 승리를 축하하고 있는 그의 지지자들

2017년 5월 7일 열린 제25대 대통령 선거 2차 결선 투표에서 마린 르 펜 후보를 누르고 당선되었다. 현지시각 오후 6시 출구조사 결과가 60%에 달하는 마크롱의 압도적인 승리로 예측되자, 마크롱은 AFP에 "오늘 밤, 우리의 오랜 역사에 새로운 장이 열린다. 나는 오늘의 결과가 희망과 새로운 신뢰로 이어지기를 바란다"고 밝혔다. 마크롱의 당선으로 기존까지의 거대 양당이었던 사회당이나 공화당 소속이 아닌 비주류 정권으로서, 1958년 프랑스 제5공화국 출범 이후 60여년 만에 처음 있는 일이 되었다.

## 정책
마크롱의 정치 성향은 '제3지대'라는 단어로 요약된다. 정치사회적으로는 불평등 해소와 전 국민을 위한 기회 진작과 같은 좌파 정책을, 경제적으로는 친기업적 성향이 돋보이는 우파 정책을 내놓는 등, 전반적으로는 중도 성향을 표방하고 있다. 그는 자신이 마오주의자라고 표방하며 선거유세동안 마오쩌둥의 실용주의와 덩샤오핑의 흑묘백묘론을 언급하였다.
마크롱은 대통령 선거 당시 공약으로 노동법을 완화하고, 소외 지역에 대한 교육을 강화하며, 자영업자에 대한 보호책을 강구하겠다는 방안을 내놓았으며, 정치·사회적으로는 브렉시트를 성공적으로 이끌되 유럽 연합의 틀을 지키면서 체제를 개혁하는 임무를 주도하겠다고 밝혔다. 마크롱은 "유럽 연합을 통한 유럽의 통합과 세계화의 폐단은 고치되, 앞으로 나가자"고 주장하였다.

### 국내 정책

#### 반 부패 정책
페넬로페게이트에 맞서 국회는 2017년 7월까지 마크롱이 발의한 프랑스 정치권의 집단비리 방지법 일부를 통과시켜 가족 채용을 금지했다. 한편, 선거 자금 폐지는 상원의 반대 이후 투표로 예정되어 있었다.
마크롱의 부인에게 정부 내 공식적 역할을 주겠다는 계획은 비민주적인 것에서부터 족벌주의에 대한 반대에 이르는 비판으로 비난을 받았다.마크롱은 change.org에 29만 명에 가까운 서명을 받은 후 이 계획을 포기했다. 국회는 8월 9일 선거자금 폐지 논의를 거쳐 마크롱 선거운동의 핵심 주제인 공직자윤리법안을 채택했다.

#### 노동 정책 및 노조
마크롱은 현재 프랑스 시스템의 적대적인 노선에서 벗어나 독일과 스칸디나비아를 모델로 한 보다 유연하고 합의 중심적인 시스템으로 노조-경영 관계를 전환하는 것을 목표로 하고 있다. 그는 또한 동유럽에서 값싼 노동력을 고용하는 기업들을 상대로 행동할 것을 약속했으며, 그 대가로 프랑스 노동자들의 일자리에 영향을 미치며, 이를 "사회적 덤핑"이라고 불렀다. EU 규정에 따르면 동유럽 근로자들은 동유럽 국가에서 제한된 기간 동안 고용될 수 있으며, 이로 인해 EU 국가들 사이에 분쟁이 발생하게 되었다.
프랑스 정부는 마크롱과 마크롱 정부가 프랑스 경제 활성화를 위해 취한 첫 조치 중 하나로 프랑스의 노동규정(Code du Travail) 개정안을 발표했다. 마크롱의 개혁 노력은 일부 프랑스 노동조합의 저항에 부딪혔다. 가장 큰 노동조합인 CFDT는 마크롱의 주장에 유화적인 접근을 하고 대통령과 협상을 벌였으며, 더 호전적인 CGT는 개혁에 더 적대적이다. 마크롱의 노동부 장관인 무리엘 페니코드가 이를 감독하고 있다.
상원을 포함한 국회는 이 법안을 승인하여 정부가 노조 및 사용자 단체와의 협상을 거쳐 노동법을 완화할 수 있도록 하였다. 노조와 논의된 이 개혁은 부당하다고 판단되는 해고에 대한 보수를 제한하고, 허용 가능한 근로 조건을 규정할 뿐 아니라 기업에게 고용 및 해고의 자유를 제공한다. 대통령은 9월 22일 노동법을 개혁하는 다섯 개의 법령에 서명했다. 2017년 10월 발표된 정부 통계에 따르면 노동법 개정 입법 과정에서 실업률은 2001년 이후 최대인 1.8% 감소하였다.

#### 이주 위기
마크롱은 2018년 1월 16일, 난민, 특히 칼레 정글에 대해 언급하면서, 정부의 이민 및 망명 정책을 설명하기 전에 파리에 또 다른 난민 캠프가 생기는 것을 허용하지 않을 것이라고 말했다.그는 또한 망명 신청과 추방을 가속화하면서도 난민들에게 더 나은 주택을 제공할 계획이라고 발표했다.
마크롱 대통령은 2018년 6월 23일 "유럽이 2015년과 같은 규모의 이주 위기를 겪고 있지 않은 것이 현실"이라며 "이탈리아 같은 나라는 지난해와 같은 이주 압박이 전혀 없다"고 말했다. 우리가 현재 유럽에서 겪고 있는 위기는 정치적 위기이다.마크롱은 2019년 11월 프랑스로 들어오는 난민 수를 제한하기 위해 새로운 이민 규정을 도입하면서 이민 정책을 "다시 통제"하겠다고 밝혔다.

#### 경제 정책
마크롱은 전통적인 자유 시장경제주의자다. 유럽 연합과 캐나다 간의 자유무역협정인 포괄적경제무역협정(CETA), 미국과의 범대서양 무역투자동반자협정(TTIP)에 대해서도 필요성을 주장했다.
대선 당시 법인세 인하와 노동 유연성 강화를 제안하였으며, 정부 차원에서 연금 정책을 수정하지는 않겠지만 노동자와의 협상 재량권을 기업에게 주겠다고 밝혔다. 향후 5년간 500억 유로 규모의 공공 투자로 사회기반시설의 보수유지, 보건서비스 개혁 등을 추진한다. 동시에 행정 현대화 및 공무원 감축 등으로 재정 적자를 국내총생산 3% 이하로 맞추겠다고 밝힌 바 있다. 특히 공무원 12만명의 감축을 공약으로 내걸었으며, 2022년까지 실업률을 7%로 낮추는 것을 목표로 삼았다.

#### 유럽 연합
마크롱은 대통령 선거 출구조사 발표 직후, "나는 프랑스를 변호할 것이며, 유럽을 방어할 것이다. 유럽과 유럽인이 보다 강하도록 모든 것을 할 것"이라고 밝힌 바 있다.
난민 문제의 경우에도 이민 중단을 선언하며 적대적인 입장이었던 마린 르 펜과는 달리 보다 유연적인 성향이다. 메르켈 독일 총리의 난민 수용 노력이 "우리의 집단적 위엄을 구했다"며 옹호하고, 보호가 필요한 난민은 수용하되 그렇지 않은 경우 고향으로 돌아가게 하겠다고 밝힌 바 있다.
한편 마크롱은 유럽 경제가 강화되려면 유럽의 무역 역조를 바로잡아야 함을 강조하며, EU 기관들이 물품을 구입할 때 유럽산을 우선 고려하는 관련법을 도입하겠다고 공약하였다. 다만 이에 대해 EU 집행위원회와 독일은 마크롱이 내세운 이른바 '바이 유럽법'에 대해 난색을 표한 바 있다.

#### 테러리즘
상원은 2017년 7월 마크롱의 대선 공약인 테러방지법 개정안 첫 독회를 승인했다. 국회는 10월 3일 19명의 기권으로 이 법안을 415–127로 통과시켰다. 제라르 콜롬 내무장관은 10월 1일 마르세유 칼부림이 이틀 전에 발생한 가운데 프랑스가 투표를 앞두고 "아직도 전쟁 상태"라고 표현했다. 상원은 그 후 10월 18일 244 대 22의 표차로 그 법안을 통과시켰다. 마크롱은 이날 2017년 이후 13건의 테러 음모가 좌절됐다고 밝혔다. 이 법은 프랑스의 비상사태를 대체했고 일부 조항들을 영구화시켰다.
그 법안은 인권 옹호자들로부터 비판을 받았다. 르 피가로가 실시한 여론조사에서 응답자의 57%가 개인의 자유를 침해할 것이라고 생각했음에도 불구하고 찬성했다.
이 법은 당국이 집 수색, 이동 제한, 예배 장소 폐쇄, 기차역 주변과 국제 항구 및 공항까지 확대된 권한을 부여한다. 그것은 시민의 자유에 대한 우려를 다루기 위한 수정 후에 통과되었다. 가장 가혹한 조치들은 매년 검토될 것이며 2020년 말에 만료될 예정이다.이 법안은 마크롱이 2017년 10월 30일 법안으로 통과시켰다. 그는 11월 1일부터 비상사태가 종식될 것이라고 발표했다.

#### 시민권
2018년 2월 코르시카를 방문한 마크롱은 코르시카어를 공용어로 쓰려는 민족주의 바람을 거부하면서도 프랑스 헌법에 코르시카를 인정하겠다고 밝혀 논란을 일으켰다.
마크롱은 또 프랑스의 이슬람교 구조화 작업도 진행 중이고 설명 방법도 매우 중요하다며 프랑스 내 이슬람교를 재정비하는 방안도 제시했다.

### 외교 및 국방 정책
마크롱은 프랑스 대통령으로서는 처음으로 2017년 5월 25일 브뤼셀 정상회의에 참석했다. 정상회담에선 도널드 트럼프 미국 대통령을 처음 만났다. 이 만남은 권력투쟁으로 특징지어지는 두 사람의 악수 때문에 널리 알려졌다.
마크롱은 2017년 5월 29일 베르사유 궁전에서 블라디미르 푸틴을 만났다. 이 회의는 마크롱이 러시아 투데이와 스푸트니크를 "선전, 영향력 등의 기관"이라고 비난해 논란이 됐다.마크롱 대통령은 IS와의 충돌에서도 협조를 촉구하며 "화학무기가 사용되면 시리아에 무력으로 대응할 것"이라고 경고했다. 마크롱은 2018년 시리아 두마에서 발생한 화학무기 공격에 대응해 프랑스군의 시리아 정부 현장 공습을 지휘했다.
마크롱 대통령은 지난달 29일 첫 주요 외교정책 연설에서 국내외 이슬람 테러 퇴치가 프랑스의 최우선 과제라고 밝혔다. 마크롱 대통령은 이날 북한이 일본 상공에 미사일을 발사한 것과 같은 날 북한이 협상을 하도록 압박하는 강경한 국제적 입장을 촉구했다. 그는 또한 이란 핵 협정에 대한 지지를 표명하고 베네수엘라 정부를 "독재 정권"이라고 비판했다. 그는 9월 독일 총선 이후 유럽연합의 미래에 대한 새로운 구상을 발표할 것이라고 덧붙였다. 마크롱은 2월 제56차 뮌헨 안보회의에서 유럽연합(EU) 강화를 위한 10개년 비전을 제시했다. 대통령은 더 많은 예산, 통합 자본 시장, 효과적인 방어 정책 및 신속한 의사결정이 유럽의 열쇠를 쥐고 있다고 언급했다. 또한 NATO, 특히 미국과 영국에 대한 의존은 유럽에 좋지 않으며, 러시아와 대화를 해야 한다고 말했다.
마크롱은 프랑스 비아리츠에서 열린 제45차 주요 7개국(G7) 정상회의에 앞서 블라디미르 푸틴을 초청해 러시아는 전적으로 유럽 안에 속해 있다고 말했다. 마크롱 대통령은 정상회담에 자바드 자리프 이란 외무장관을 초청해 여백에 참석시켰다. 고위험 외교 책략을 쓴 마크롱은 최근 이슬람공화국과 미국, 영국 간 긴장이 고조되고 있는데도 이란 핵문제를 둘러싼 긴장 국면을 완화시킬 수 있을 것이라고 생각했다.
마크롱은 2020년 7월 튀르키예가 그리스와 키프로스의 주권을 침해한 것에 대해 "유럽연합(EU) 회원국들의 해상공간을 침해하고 위협하는 것은 용납할 수 없다"며 제재를 촉구했다. 그는 또한 터키군의 리비아 개입을 비난했다.마크롱은 "러시아보다 튀르키예가 나토 회원국임을 감안할 때 우리는 튀르키예에 더 많은 것을 기대할 권리가 있다"고 말했다.

### 지지율
Le Journal du Dimanche를 위한 IFOP 여론조사에 따르면 마크롱은 62%의 지지율로 5년 임기를 시작했다. 이는 프랑수아 올랑드 대통령의 초임(61%)보다는 높았지만 사르코지 대통령(65%)보다는 낮은 수치다.
▷2017년 6월 24일 실시된 IFOP 여론조사에 따르면 프랑스 국민의 64%가 마크롱의 성적에 만족했다. 2017년 7월 23일 실시된 IFOP 여론조사에서 마크롱의 지지율은 10%포인트 하락해 1995년 자크 시라크 이후 역대 대통령 중 최대를 기록했다. 프랑스 국민의 54%가 마크롱의 성적에 찬성했지만, 3개월 만에 24%포인트 하락했다. 이러한 지지율 하락의 주요 요인은 최근 피에르 드 빌리에 전 국방참모총장과의 대립, 파산한 STX조선 소유의 샹티에 드 아틀란티크 조선소의 국유화, 주거 혜택 감소이다. 2017년 8월 IFOP 여론조사에 따르면 40%는 지지, 57%는 반대하였다.
2017년 9월 말까지 응답자 10명 중 7명은 마크롱이 공약을 지킨다고 생각한다고 답했지만, 대다수의 응답자들은 정부가 내세우는 정책이 "불공정하다"고 답했다.
마크롱의 지지율은 2018년 급격히 하락해 11월 말까지 25%에 달했다. 노란 조끼 운동으로 시위대에 의해 그의 대통령직에 대한 불만이 표출되었다.
2020년, 코로나 바이러스 대유행 기간 동안 그의 지지율은 증가하여 최고 50%에 도달했다.

## 정치 성향
전반적으로 마크롱은 중도 성향으로 평가받고 있다. 일부 관측통들은 그를 사회 자유주의자라고 부르고 있다. 프랑스 사회당 시절 그는 중앙당을 지지했으며, 그의 정치적 입장은 빌 클린턴, 토니 블레어, 게르하르트 슈뢰더 전 총리가 주도한 제3지대 정책과 관련이 있다.
과거 마크롱은 자신을 사회주의자로 자처해 왔지만 2015년 8월부터는 중도 진보주의자라고 자칭했다. 그는 자신이 경제적으로 "초자유주의자"라는 비평가들의 관찰을 거부했다.2016년 8월 벤디를 방문한 그는 자신은 사회주의자가 아니며 좌파 정부에서 일했을 뿐이라고 말했다. 그는 저서 레볼루션을 통해 자신을 "좌파의 남자"이자 "자유주의적"이라고 칭했다. 이후 마크롱은 사회적으로는 진보적이고 경제적으로는 신자유주의적이라고 묘사되고 있다.
마크롱은 당파를 초월할 수 있는 정당을 만들겠다며 중도정당 전진!을 만들었다.그는 전진을 결성하게 된 이유에 대해 프랑스 내에서는 보수와 진보 사이에 실질적인 격차가 존재한다고 말했다. 2017년 프랑스 대통령 선거 당시 그의 정치 강령에는 좌우 모두의 입장이 담겨 있어 르 피가로의 급진 중도주의자로 자리매김했다. 마크롱은 정치학자 뤽 루반이 중도주의 성향의 프랑스 대통령으로는 유일하게 당선된 발레리 지스카르 드스탱 전 대통령과 자신의 강령을 비교했지만 낙인찍히지 않았다.
마크롱은 중도주의 정강정책으로 대선에서 승리할 수 있는 능력과 비슷한 통치 스타일로 발레리 지스카르 데스탱 전 대통령과 비교돼 왔다. 둘 다 재무 검사관이었고 세금과 세입에 관한 책임을 부여받았으며 둘 다 대통령 선거에 출마하는 것에 매우 야심적이었으며 그들의 경력 초기에 예리함을 보여주었으며 두 사람 모두 프랑스 정치 생활의 부활의 인물로 여겨졌다. 데스탱은 2016년 "마크롱과 약간 닮았다"는 말까지 했다.관측통들은 그들이 이념적으로는 비슷하지만 마크롱이 이전에 당선된 적이 없는 반면 데스탱은 그의 정치적 삶을 보여줄 수 있는 장관 경력과 시간을 가졌다고 언급했다.

### 경제
마크롱은 자유시장을 옹호하고 공공재정 적자를 줄이겠다고 주장해왔다. 그는 2015년 Le Monde와의 인터뷰에서 자신을 설명하기 위해 자유주의라는 단어를 처음 사용했다. 그는 "우파도 좌파도 아니다"라며 "집단 연대"를 옹호한다고 덧붙였다. 2016년 8월 필립 드 빌리에와 함께 벤데의 푸이 뒤 푸를 방문했을 때, 그는 다음과 같이 말했다. "정직함 때문에 나는 사회주의자가 아니다.마크롱은 "어떤 장관처럼 공익에 기여하고 싶다"며 "좌파 정부"에 속했다고 설명했다. 마크롱은 2016년 11월 출간한 저서 레볼루션(Révolution)에서 자신을 좌파이자 자유주의자라고 표현했다."
마크롱의 당 전진!은 프랑수아 바이루나 자크 차반델마스와 비슷한 방식으로 "우리나라의 진정한 분열은 진보와 보수"라고 주장하며 좌우를 초월하는 것이 목표다. 마크롱은 무소속 출마를 선언하고 반체제 구호를 외치면서 마누엘 발스 등 일부 관측통으로부터 포퓰리즘(대중영합주의)으로 불렸지만 마크롱은 이를 거부한다.
마크롱은 El Khomri법의 지지자이다. 그는 그 나라 경제 개혁의 가장 큰 지지자가 되었다. 마크롱은 노동법을 개혁할 때 El Khomri법보다 더 나아가고 싶다고 밝혔다.
마크롱은 감세에 찬성한다. 마크롱은 2017년 대선 당시 법인세율을 33.3%에서 25%로 인하하자고 제안했다. 마크롱은 또 부유세로부터 투자소득을 없애 고부가가치 부동산에 부과되는 세금으로 만들고자 한다. 마크롱은 2017년 대선 당시에도 1800만 가구에 대한 지방세 비과세 정책을 '불공정'으로 규정하고 있다.
마크롱은 최고소득자 증세에 반대하고 있다. 마크롱은 프랑수아 올랑드 대통령의 상류층 소득세 75% 인상 제안에 대해 쿠바 조세제도와 비교했다. 마크롱은 조세 회피를 막는 것을 지지한다.
마크롱은 주 35시간 노동의 종식을 주장해 왔지만 시간이 흐르면서 그의 관점이 바뀌었고 프랑스의 경쟁력을 높이면서 주 35시간 노동을 보존하는 개혁을 모색하고 있다. 그는 주 35회 근무를 종료하지 않고 회사에 유연성을 되돌려 주고 싶다고 말했다. 여기에는 기업이 근로 시간과 초과 근무 수당을 직원과 재협상하는 것도 포함된다.
마크롱은 공무원 12만 명을 감축하는 것을 지지해 왔다.마크롱도 5년간 600억 유로의 공적 지출을 줄이겠다며 지출 삭감을 지지하고 있다.
그는 캐나다와 유럽연합 사이의 포괄적 경제 무역 협정을 지지했고 그것을 막으려고 하는 왈롱 정부를 비난했다. 그는 CETA가 "EU를 약화시키기" 때문에 국가 의회의 승인을 요구해서는 안 된다고 믿는다. 마크롱은 유로존에 그들 자신의 공동 예산을 주는 아이디어를 지지했다.
마크롱은 2016년 6월 대서양횡단무역투자동반자협정(TTIP)에 대해 "조약을 체결할 조건이 충족되지 않는다"며 "전적으로 문을 닫아서는 안 된다"고 말했다.
마크롱은 2017년 4월 "독일은 유로존 내 불균형을 통해 이익을 보고 매우 높은 무역흑자를 달성한다"며 독일의 무역흑자 재균형을 요구했다.
2018년 3월 마크롱은 정부가 혁신을 촉진하기 위해 인공지능에 15억 유로(19억 달러)를 쓰겠다고 발표했다. 이 돈은 연구 프로젝트와 과학 실험실 후원, AI가 집중된 국내 스타트업 자금 지원 등에 쓰일 예정이다.

### 외교 정책
마크롱은 2017년 프랑스의 알제리 식민지화를 반인륜 범죄로 규정했다. 그는 또한 다음과 같이 말했다: "그것은 정말 야만적이고 우리가 이러한 행위를 저지른 사람들에게 사과함으로써 맞서야 할 과거의 일부이다. 그의 발언에 따른 여론조사는 지지율 하락을 반영했다. 마크롱은 2021년 1월 알제리 독립전쟁 당시 프랑스의 알제리 식민지화, 식민지 유린, 프랑스 개입에 대해 "회개도 사과도 없다"고 밝혔다. 대신 화해를 위한 노력이 투입될 것이다.
마크롱은 2011년 리비아에 대한 군사 개입을 "역사적 실수"라고 표현했다.
2012년 마크롱은 프랑스계 미국인 재단의 젊은 리더였다.
그는 2017년 1월 프랑스가 바샤르 알아사드와의 회담을 포함해 시리아에 대해 보다 균형 잡힌 정책이 필요하다고 말했다. 2017년 4월, 칸 샤이쿤의 화학 공격 이후 마크롱은 가급적 유엔의 후원으로 아사드 정권에 대한 군사 개입 가능성을 제안했다.그는 시리아 정권이 대통령 재임 기간 동안 화학무기를 사용한다면 이를 처벌하기 위해 일방적으로 행동할 것이라고 경고했다.
그는 올랑드 대통령의 대이스라엘 정책 지속을 지지하고 보이콧, 투자철회 및 제재(BDS) 운동에 반대하며 팔레스타인 인정에 대한 입장을 밝히기를 거부했다. 마크롱은 2018년 5월 가자지구 접경지역에서 팔레스타인인에 대한 이스라엘군의 폭력을 규탄했다.
그는 프랑스-스위스 건설회사 라파지 홀킴이 도널드 트럼프 미국 대통령이 약속한 멕시코 장벽을 세우려고 경쟁했다고 비판했다.
마크롱은 트럼프 미국 대통령과 대북 공조에는 합의했지만 2017년 북핵 위기 때 평화적 해결을 주장해 왔다. 마크롱과 트럼프는 2017년 8월 12일 전화통화를 통해 북한과 맞서고 한반도 비핵화와 새로운 제재를 가하는 방안을 논의한 것으로 보인다.
마크롱은 미얀마의 무슬림 박해를 비난했다. 그는 이번 사태를 대량학살과 민족정화라고 표현하며 유엔이 주도하는 개입의 가능성을 시사했다.
마크롱은 터키가 아프린의 시리아 쿠르드족을 몰아내기 위해 시리아 북부지역을 침공한 데 대해 "바샤르 알아사드를 비난했음에도 불구하고 터키는 시리아의 주권을 존중해야 한다"고 말했다.
마크롱은 사우디 아라비아가 주도하는 예멘 시아파 반군에 대한 군사작전을 지지해 왔다.그는 또한 프랑스가 사우디 주도 연합에 무기를 판매하는 것을 옹호했다.일부 인권단체들은 프랑스가 예멘에서 사우디 주도 연합군의 대원들에게 무기를 판매함으로써 국가 및 국제법을 위반하고 있다고 주장했다.
마크롱은 중국 노벨평화상 수상자 류샤오보가 정부 구금 중 장기부전으로 숨진 데 대해 "자유투사"라고 극찬했다. 마크롱은 시진핑 주석과의 첫 접촉에서도 "매우 성과가 있고 긍정적"이라고 평가했다.
마크롱은 아제르바이잔군과 아르메니아군의 2020년 나고르노-카라바흐 분쟁과 관련해 터키의 "성급하고 위험한" 발언에 우려를 표명하며 "전쟁적 메시지에 극도로 우려된다"고 덧붙였다. 그는 또한 다음과 같이 말했다: "빨간색 선이 넘어갔는데, 이는 용납할 수 없다. 나는 모든 NATO 파트너들이 NATO 회원국의 행동을 직시할 것을 촉구한다."

## 역대 선거 결과
| 선거명      | 직책명 | 대수 | 정당       | 1차 득표율 | 1차 득표수  | 2차 득표율 | 2차 득표수   | 결과 | 당락 |
| ----------- | ------ | ---- | ---------- | ---------- | ----------- | ---------- | ------------ | ---- | ---- |
| 2017년 선거 | 대통령 | 25대 | 앙 마르슈! | 24.01%     | 8,656,346표 | 66.10%     | 20,743,128표 | 1위  |      |
| 2022년 선거 | 대통령 | 25대 | 앙 마르슈! | 27.85%     | 9,783,058표 | 58.54%     | 18,779,641표 | 1위  |      |